# Bentinckspark
Der Bentinckspark ist ein Sportpark im niederländischen Hoogeveen. Er ist benannt nach der Familie Bentinck, die im Jahre 1631 ein Gebiet von 400 Morgen erwarb. Dieses Gebiet wurde daraufhin Benticksveen genannt und eine Straße, die dieses Gebiet durchschnitt, Bentincksdijk. An dieser Straße wurde im Jahre 1953 ein fünf Hektar großer Sportpark gegründet, der nur aus Fußballplätzen bestand. In den 1960er Jahren erweitert und zwischen 2010 und 2012 umgebaut, umfasst der Sportpark heute 40 Ha und dient nicht mehr nur dem Fußball, sondern auch anderen Sportarten. Er dient den Hoogeveener Fußballvereinen HZVV (seit 1953) und VV Hoogeveen (seit 1969) als Heimspielstätte und war bereits Austragungsort von Länderspielen, sowohl von der Niederländischen Fußballnationalmannschaft der Frauen als auch von Niederländischen Jugendfußballnationalmannschaften der Herren.

## Der "alte" Bentinckspark

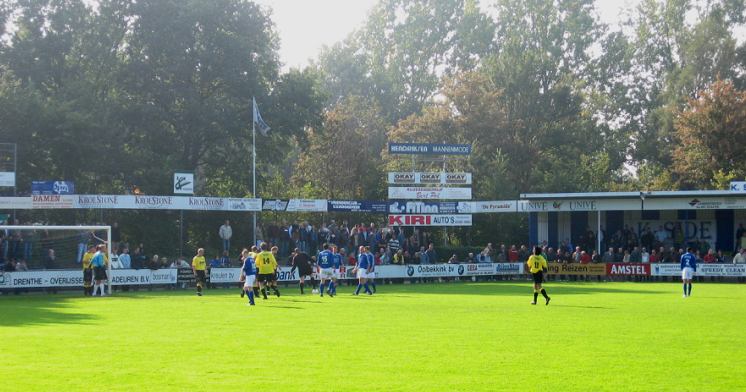
Stadion des VV Hoogeveen im "alten" Bentinckspark, 2011 abgerissen

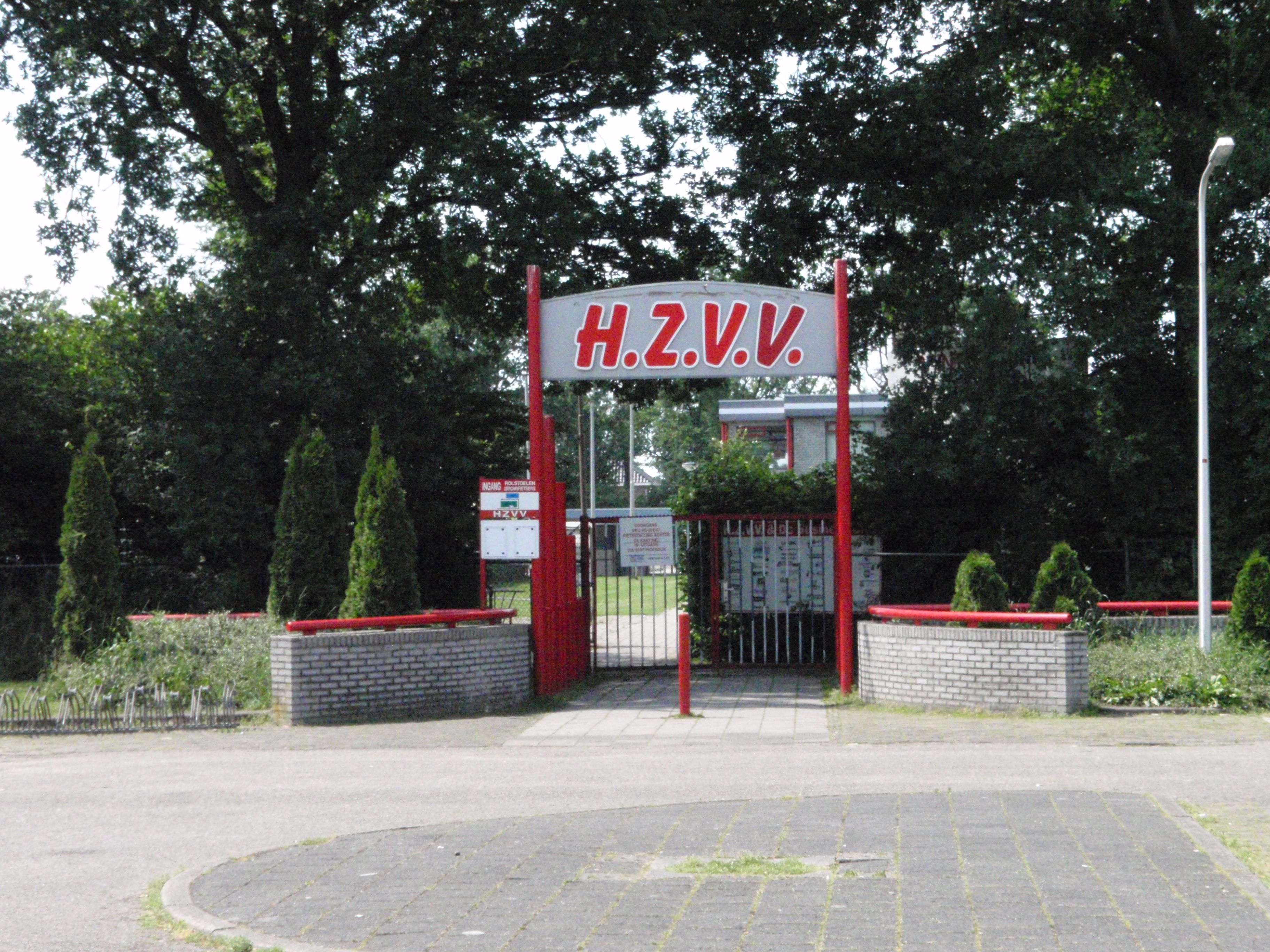
Zugang zum HZVV-Teil des alten Bentinckspark, 2012 abgerissen.

Der alte Bentickspark bestand aus zwei Teilen, die nicht gleichzeitig entstanden. 1953 wurde im westlichen Teil des heutigen Sportparks ein fünf Hektar großer Sportplatz eingeweiht, der dem HZVV vermietet wurde. In den 1960er Jahren wurde der Bentinckspark erweitert, da auch der VV Hoogeveen ein Heimspielgelände benötigte. Es handelte sich um einen gemeinsamen Sportpark, der allerdings aus zwei in sich abgeschlossenen Teilen für die beiden Vereine, die durch eine Straße (Sportveldenweg) und einen Parkplatz getrennt wurden.
In den 2000er Jahren bestand der Sportpark aus insgesamt elf Großfeldfußballplätzen, wovon sich fünf auf dem Gelände des HZVV und sechs auf dem Gelände des VV Hoogeveen befanden. Der größte Platz des Geländes (auf dem Teil des VV Hoogeveen) verfügte über eine Zuschauerkapazität von 8225 Plätzen, wovon 475 Plätze überdachte Sitzplätze waren.

## Der "neue" Bentinckspark
Schon seit Anfang der 2000er Jahre wurde in Hoogeveen überlegt, den Bentinckspark umzubauen. 2011 bis 2012 wurde auf dem bisherigen Geländeteil des VV Hoogeveen ein neuer Fußballpark gebaut für beide Fußballvereine gebaut. Dieser verfügt über sieben Großfeldplätze (wovon vier einen Kunstrasen besitzen) sowie zwei Kleinfeldplätze. Die Verringerung der Platzanzahl war möglich, da in dem gemeinsamen Sportpark die Nebenplätze von beiden Vereinen genutzt werden können. Jeder Verein hat allerdings ein Stadion, woran sich auch jeweils ein Gebäude anschließt, welches die Kantine, einen Business- sowie ein Konferenzraum sowie die Umkleideräume beherbergt. Das Stadion des VV Hoogeveen verfügt über Kapazitäten von 6000 Zuschauern (davon 500 überdachte Sitzplätze und ebenso viele überdachte Stehplätze) und ist mit einem FIFA-zertifizierten Kunstrasen und einer Flutlichtanlage ausgestattet. Das Stadion des HZVV verfügt über Plätze für 5000 Zuschauer.
Auf dem Gebäudeteil, der bis 2012 dem HZVV als Spielstätte diente, werden Sporthallen, ein Leichtathletikplatz (siehe unten) sowie ein Beachvolleyballplatz angelegt. Auch entsteht eine Schule auf dem Gelände. Das Schulgelände einer weiteren Schule, welche sich südlich des "alten" Bentinckspark befindet, wird in den Park integriert, weswegen das Gelände auch als Campus onderwijs & sport Bentinckspark (Campus Bildung und Sport Bentickspark) bezeichnet wird. Auch wird das Gelände in den nächsten Jahren nach Norden erweitert, wobei Plätze für Hockey, Basketball, Korfball und Jeu des Boules entstehen, ebenso wie ein Spielplatz, eine Joggingstrecke, eine Liegewiese und eine Angelmöglichkeit.

### Leichtathletikstadion
Als einer der Höhepunkte des neuen Bentincksparks gilt das Leichtathletikstadion. Dieses verfügt über eine Ende 2014 fertiggestellte Kampfbahn mit acht Bahnen, die aus einem speziellen Kunststoff hergestellt sind. Diese wird in den Niederländischen Medien als "schnellste Kampfbahn Europas" bezeichnet, da laut Angaben des Herstellers Beynon Sports Surfaces dieser Kunststoff federt und somit Energie zurück an den Athleten gibt, wodurch schnellere Zeiten möglich sein sollen. Die Kampfbahn in Hoogeveen ist die erste Kampfbahn in Europa die aus diesem Material besteht.

## Tabelle der Länderspiele
Im Bentinckspark wurden einige Länderspiele ausgetragen. Es ist davon auszugehen, dass alle Spiele auf dem Teil des VV Hoogeveen ausgetragen wurden, da sich hier der Platz mit der größten Zuschauerkapazität befand. 
| Datum      | Anlass                    | Art der Teams | Heimmannschaft       | Gastmannschaft      | Ergebnis | Zuschauer | Quelle      |
| ---------- | ------------------------- | ------------- | -------------------- | ------------------- | -------- | --------- | ----------- |
| 14.04.1983 | Freundschaftsspiel        | Herren U15    | Niederlande          | England             | 1:2      | 3500      | [ 2 ]       |
| 18.10.1986 | Qualifikation zur EM 1987 | Frauen        | Niederlande          | Schweden            | 2:0      | 3000      | [ 3 ]       |
| 07.04.1987 | Qualifikation zur EM 1988 | Herren U18    | Niederlande          | Bulgarien           | 1-1      | ?         | [ 4 ] [ 5 ] |
| 03.11.1992 | Qualifikation zur EM 1993 | Herren U16    | Niederlande          | England             | 1:1      | ?         | [ 6 ] [ 7 ] |
| 21.11.1995 | Qualifikation zur EM 1996 | Herren U18    | Niederlande          | Zypern              | 5:2      | ?         | [ 8 ]       |
| 09.04.2001 | Qualifikation zur EM 2001 | Frauen U18    | Niederlande          | Finnland            | 2-0      | ?         | [ 9 ]       |
| 09.04.2001 | Qualifikation zur EM 2001 | Frauen U18    | Russland             | Deutschland         | 2-0      | ?         | [ 9 ]       |
| 11.04.2001 | Freundschaftsspiel        | Frauen        | Niederlande          | Dänemark            | 0-3      | ?         | [ 10 ]      |
| XX.09.2001 | Freundschaftsspiel        | Frauen        | Niederlande          | Frankreich          | 1-3      | ?         | [ 10 ]      |
| 19.10.2002 | UEFA Regions’ Cup         | Herren        | Regio Noord Amateure | Algarve Amateure    | 2-1      | ?         | [ 12 ]      |
| 19.10.2002 | UEFA Regions’ Cup         | Herren        | Malta Amateure       | Nordirland Amateure | 0-4      | ?         | [ 12 ]      |